# Scenopinus cooki
Scenopinus cooki är en tvåvingeart som beskrevs av Kelsey 1969. Scenopinus cooki ingår i släktet Scenopinus och familjen fönsterflugor.
Artens utbredningsområde är Arizona. Inga underarter finns listade i Catalogue of Life.